# 刑事地方裁判所
刑事地方裁判所（けいじちほうさいばんしょ、旧字体：𠛬事地方裁判󠄁所󠄁）は、1935年（昭和10年）の改正後の裁判所構成法第2条第2項の規定に基づいて設置が認められていた、刑事事件のみを管轄する地方裁判所。
本項においては、全国で唯一設置された刑事地方裁判所である東京刑事地方裁判所（とうきょうけいじちほうさいばんしょ）についても取り扱う。

## 沿革
裁判所構成法において、地方裁判所は「民事刑事ヲ裁判スルモノトス」と定められていたことから（第2条）、民事・刑事両方について管轄を有しており、いずれか片方のみを管轄する地方裁判所の設立は同法上認められていなかった。
しかし、当時の東京地方裁判所は東京市を含む東京府全域を管轄としており（八王子支部が八王子市・西多摩郡・北多摩郡・南多摩郡を所管）、他の地方裁判所と比較して極めて事件数が多く、その職員数も事件数に比例して膨大な数となっており、これを1人の地方裁判所長の下で監督することは困難であったことから、裁判所構成法を改正し、その必要に応じて、刑事のみを管轄する刑事地方裁判所と、民事のみを管轄する民事地方裁判所を設置することを認めることとした。
なお、民事地方裁判所には検事局が設置されなかったので（改正後の裁判所構成法第6条第1項）、民事地方裁判所において検事が権限を行使する場合は、管轄を同じくする刑事地方裁判所の検事局の検事がその権限を行使した（同法第6条第2項）。

## 東京刑事地方裁判所
沿革のとおり、地方裁判所の刑事・民事の事物管轄の分割は東京地方裁判所を想定していたことから、裁判所構成法の改正と同時に裁判所ノ廃止及設立ニ関スル法律（昭和10年法律第30号）が制定され、1935年（昭和10年）5月1日に東京地方裁判所が廃止の上、東京刑事地方裁判所と東京民事地方裁判所が設置された。なお、八王子区裁判所内に東京刑事地方裁判所の八王子支部が設置されていた。

## 廃止
戦後制定された裁判所法により裁判所構成法が廃止（裁判所法原始附則第2項）されたが、裁判所法には地方裁判所の民事・刑事の事物管轄の分割に係る規定が存在しない（同法第24条）ことから、下級裁判所の設立及び管轄区域に関する法律（昭和22年法律第63号）の規定に基づき、1947年（昭和22年）5月3日より、再び民事・刑事の両方を管轄とする東京地方裁判所が設置されることとなった。